# Dorika unicolor
Dorika unicolor är en fjärilsart som beskrevs av Walter 1928. Dorika unicolor ingår i släktet Dorika och familjen nattflyn. Inga underarter finns listade i Catalogue of Life.